# Kurilo
Kurilo är en ort i Montenegro. Den ligger i den södra delen av landet. Kurilo ligger 10 meter över havet och antalet invånare är 105.
Terrängen runt Kurilo är kuperad västerut, men österut är den platt. Närmaste större samhälle är Podgorica, 17,3 km norr om Kurilo. I omgivningarna runt Kurilo förekommer i huvudsak jordbruksmark.